# .25-25 Stevens
El .25-25 Stevens es un cartucho para rifle fuego central de  central desarrollado en Estados Unidos.
Diseñado por el Cap. WL Carpenter, 9.º infantería de EE. UU., en 1895, el .25-25 Stevens fue el primer cartucho de casquillo recto de la empresa para ser usado en el Stevens  Modelo 44 , así como en el Modelo44 1⁄2, que salió al mercado en 1903. Además, estuvo disponible en el rifle de tiro deportivo Remington-Hepburn .
El diámetro interior del .25-25 Stevens es de  0.25 pulgadas (6.35 mm) por lo que es un proyectil calibre ".25"/6.35 que no debe confundirse con el más conocido calibre 6.5 mm que usa balas 6.7 mm/.264".